# Tarna Mare
Tarna Mare (Hongaars: Nagytarna) is een Roemeense gemeente in het district Satu Mare.
Tarna Mare telt 3904 inwoners. De gemeente behoort tot de etnisch Roemeense streek Țara Oașului. De gemeente ligt direct op de grens met Oekraïne, direct aan de overzijde van de grens ligt de zustergemeente Tarna Mica (Хижа: Hîja, Hongaars: Kistarna). 
Steden met gemeentestatus: Satu Mare · Carei

Steden zonder gemeentestatus: Ardud · Negrești-Oaș · Tășnad · Livada

Gemeenten: Acâș · Andrid · Apa · Bătarci · Beltiug · Berveni · Bixad · Bârsău · Bogdand · Botiz · Călinești-Oaș · Cămărzana · Cămin · Căpleni · Căuaș · Cehal · Certeze · Craidorolț · Crucișor · Culciu · Doba · Dorolț · Foieni · Gherța Mică · Halmeu · Hodod · Homoroade · Lazuri · Medieșu Aurit · Micula · Moftin · Odoreu · Orașu Nou · Păulești · Petrești · Pir · Pișcolt · Pomi · Sanislău · Santău · Săcășeni · Săuca · Socond · Supur · Tarna Mare · Terebești · Tiream · Târșolț · Turț · Turulung · Urziceni · Valea Vinului · Vama · Vetiș · Viile Satu Mare